# Cthulhu macrofasciculumque
 Cthulhu macrofasciculumque  ist eine Art der Protisten innerhalb der Parabasalia. Sie lebt als Endosymbiont im Darm der auf Kuba heimischen Termitenart Prorhinotermes simplex. Es handelt sich um die bislang einzige bekannte Art der Gattung Cthulhu.
Benannt wurden die 2012 beschriebene Art und Gattung nach dem fiktiven Wesen Cthulhu aus der Erzählung Cthulhus Ruf (Call of Cthulhu) von H.P. Lovecraft.

## Merkmale
Cthulhu macrofasciculumque ist ein einzelliges Lebewesen. Es handelt sich um einen kleinen Flagellaten mit einer Länge von 17 bis 24 μm und einer Breite von 7 bis 12 μm und einem einzelnen am Vorderende befindlichen Zellkern, der einem ausgeprägten Axostyl anliegt. Dieses zieht sich durch die gesamte Zelle und endet in einem zugespitzten Teil am hinteren Ende der Zelle. Am Vorderende befindet sich zudem ein auffälliges Bündel von etwa 20 Flagellen, die sich synchron bewegen und sich dabei alternierend nach vorn zu einem festen Bündel zusammenrollen und danach nach hinten schlagen und sich dabei in einzelne Flagellen auflösen.

## Lebensweise
Cthulhu macrofasciculumque lebt als Endosymbiont und Teil der Darmflora im Darm der auf Kuba heimischen Termitenart Prorhinotermes simplex. Die Fortbewegung der Zellen erfolgt über das alternierende Zusammenrollen und nachfolgende Schlagen des Flagellenbündels am Vorderende der Zelle.

## Systematik
Die Gattung Cthulhu und die darin enthaltene Art Cthulhu macrofasciculumque wurde von Erick R. James und Patrick J. Keeling 2012 gemeinsam mit der ebenfalls neuen Art Cthylla microfasciculumque beschrieben. Beide Arten wurden den Parabasalia zugeordnet, wobei die nächsten Verwandten ebenfalls in Termiten leben.

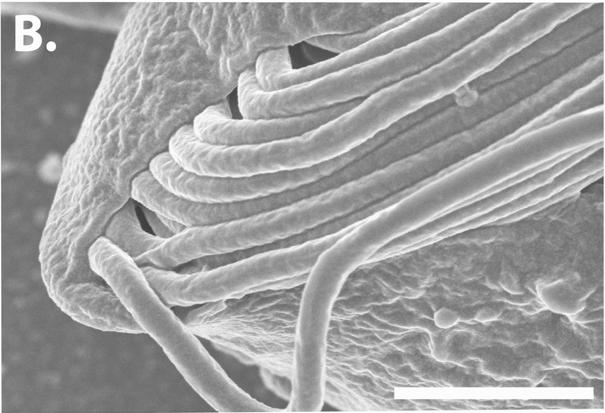
Detail des Flagellenbündelursprungs

Die Benennung der Gattung erfolgte nach dem fiktiven und tentakelköpfigen Wesen Cthulhu aus der Erzählung Cthulhus Ruf (Call of Cthulhu) von H.P. Lovecraft aufgrund der von den Autoren beschriebenen Flagellenbündel, die dem Einzeller ein ähnliches Aussehen wie dem Wesen geben. In der Erstbeschreibung betonen die Autoren zudem, dass der Name aufgrund der außerirdischen Herkunft wahrscheinlich nicht korrekt ausgesprochen werden kann und geben als übliche Aussprache als “ke-thoo-loo” an. Der Artname bezieht sich dagegen auf das große Flagellenbündel selbst (macrofasciculumque aus „macro“ und „fasciculumque“).

## Belege
1. 1 2 3 4  Erick R. James, Noriko Okamoto, Fabien Burki, Rudolf H. Scheffrahn, Patrick J. Keeling: Cthulhu Macrofasciculumque n. g., n. sp. and Cthylla Microfasciculumque n. g., n. sp., a Newly Identified Lineage of Parabasalian Termite Symbionts. PLOS, 18. März 2013; doi:10.1371/journal.pone.0058509